# Coryanthes gernotii
Coryanthes gernotii är en orkidéart som beskrevs av Günter Gerlach och Gustavo Adolfo Romero. Coryanthes gernotii ingår i släktet Coryanthes, och familjen orkidéer. Inga underarter finns listade i Catalogue of Life.